# Союз (партія)
Союз — політична партія в Україні. Партія створена у 1997 році. До листопада 2005 року партію очолював екс-голова Антимонопольного комітету України Олексій Костусєв. Напередодні парламентських виборів 2006 року Костусєв пішов у Партію регіонів. Лідер — депутат Верховної Ради Автономної Республіки Крим Миримський Лев Юлійович.

## Історія партії
- 15 березня 1997 року Відбувся Установчий з'їзд партії «Союз». Прийнято Програма та Статут, обрано керівні органи[3]. Головою партії обрано Світлану Савченко. Партія утворена на базі забороненої Міністерством юстиції України Кримської партії.

- Зареєстрована Міністерством юстиції України 11.06.1997 року, видано свідоцтво № 867.[4]

- 4 жовтня 1997 року у Сімферополі відбувся II з'їзд партії «Союз». Затверджено передвиборчу програму партії.

- 16 листопада 1997 року відбувся III з'їзд. Затверджено виборчий список кандидатів у депутати ВР України (30 осіб). Список зареєстрований ЦВК 18.12.1997 року. За результатами парламентських виборів партія отримала 186 249 голосів (0,70%), зайнявши 21-е місце серед 30-ти учасників. В одномандатних округах зареєстровано 14 кандидатів, обраний 1 (Л.Миримський).

- 11 липня 1998 року відбувся IV з'їзд. Підбито підсумки виборчої кампанії, внесені зміни до складу Політради партії, внесено зміни до Статуту, затверджена символіка партії.

- 12 червня 1999 року, на 1-й партконференції, вироблена позиція партії на виборах Президента України, прийнято звернення до КПУ, ПСПУ, СелПУ, СПУ. Створена Молодіжна організація — «Союз молоді Криму».

- 21 липня 2001 року створено «Російський блок». Його основу склали громадська організація «Російський рух України» та партії «За Русь єдину» та «Російсько-український союз».

- 22 грудня 2001 року до «Російського блоку» приєдналася партія «Союз».

- 4 січня 2002 року підписано Угоду про створення Виборчого блоку «Російський Блок».

- 10 січня 2002 року відбувся міжпартійний з'їзд Російського блоку. Затверджено передвиборча програма «За російську мову, єдність і гідне життя!», Виборчий список (105 кандидатів, 8 членів партії «Союз»), список кандидатів по одномандатних округах (9 членів партії «Союз»). За результатами виборів Блок отримав 190 839 голосів (0,73%), зайнявши 16-е місце серед 33-х учасників. В одномандатних округах з 9-ти кандидатів — жодного вибраного.

- 20 жовтня 2004 року відбувся VII з'їзд. Головою партії обрано Олексій Костусєв (голова Антимонопольного комітету України); обраний Політрада партії. Прийнято рішення про підтримку кандидатури Віктора Януковича на виборах Президента України.

- 26 листопада 2005 року Олексій Костусєв заявив про вихід з партії і вступ до Партії регіонів. В.о. голови став Лев Миримський (народний депутат України, голова Кримської республіканської організації партії).

- 16 грудня 2005 року відбувся VIII з'їзд. Прийнято рішення про створення Виборчого блоку з партіями «Соціалістична Україна», Партія «Жінки України , Всеукраїнське політичне об’єднання «Єдина Родина», «Всеукраїнська партія «Нова Сила»», Слов'янською партією.

- На парламентських виборах 2006 року партія «Союз» разом з партіями «Соціалістична Україна», Політична партія «Вітчизна» та Слов'янською партією утворили виборчий блок «За союз»[5]. За результатами виборів Блок отримав 51 569 голосів (0,20%), зайнявши 22-е місце серед 45-ти учасників та не пройшов до парламенту.

- 10 серпня 2007 на з'їзді партії «Союз» було прийнято рішення про створення блоку КУЧМА для участі в дострокових парламентських виборах. У блок увійшла також партія «Центр». За словами Лева Миримського, назва блоку «КУЧМА» є абревіатурою, що розшифровується як «Конституційність, Україна, Честь, Мир, Антифашизм». За результатами голосування Блок отримав 23 676 голосів (0,10%), зайнявши 18-е місце серед 20-ти учасників.

- У грудні 2009 року, делегати Х з'їзду партії «Союз», що проходив у суботу в Сімферополі, підтвердили рішення політради не підтримувати на виборах Президента України жодного з кандидатів[6].

## Ідеологія партії

### Проросійська ідеологія партії
Станом на 2013 рік "Союз" було однією з 14 найбільших проросійських партій України.